# Drumlin

Drumlinmező sematikus vázlata

A drumlin (ír: droim, kb. ~dombhát) jégkori óriásgleccser aljzatában képződött hosszúkás formájú domb. Hosszanti tengelye megegyezik a jégmező mozgásának irányával, áramvonalas alakját a mozgó jégnek köszönheti. Hosszuk 150 és 1400 méter között változik, magasságuk nem haladja meg az 50 métert. A jég mozgásával szembeni oldaluk 15-20°-os, az ellentétes oldal viszont csak 10°-os lankájú. Oldalaik lejtőszöge akár a 30°-ot is elérheti. Az alapmorénák egyik fajtája.

## Kialakulása

Egy drumlin sematikus vázlata

A drumlinek kialakulására jelenleg nincs általánosan elfogadott elképzelés. Annyi bizonyos, hogy a jég vastagsága, mozgási sebessége, a szállított hordalék mennyisége és minősége is erősen befolyásolják a kialakuló formakincset.
A leginkább elfogadott elmélet szerint a gleccsermező olvadási zónája előtt a jég által szállított törmelék előbb a jég belsejébe, majd közvetlenül a jég alatt elterülő földfelszínre kerül. Az osztályozatlan törmeléket (homok, kőzetliszt és agyag) a jég mozgása által kifejtett nyomás rendezi hosszúkás dombokká. Ennek ellentmond, hogy a drumlineknek a jég mozgásával szemben álló oldala meredekebb. 
Egy másik elmélet szerint a drumlinek felhalmozódási formák és csak olyan helyeken keletkeztek, ahol a jég sok hordalékot szállított. Az elképzelés szerint a drumlint alkotó kőzetdarabok a földfelszín olyan kiálló darabjai körül halmozódtak fel, amelyeket a jég nem volt képes megmozdítani. Ezen elméletet alátámasztja, hogy egyes drumlinek magja a szálban álló alapkőzet. Az elméletet cáfolja,  hogy sok drumlinban folyékony víz által osztályozott üledékrétegeket találhatunk. 
Bár a drumlinek előfordulnak magányosan is, de legtöbbször csoportosan, ún. drumlinmezőkön találkozhatunk velük.

## Elterjedésük

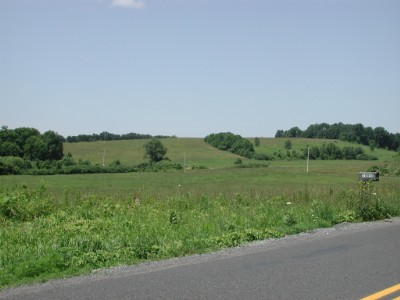
Drumlin a Ontario-tótól délre

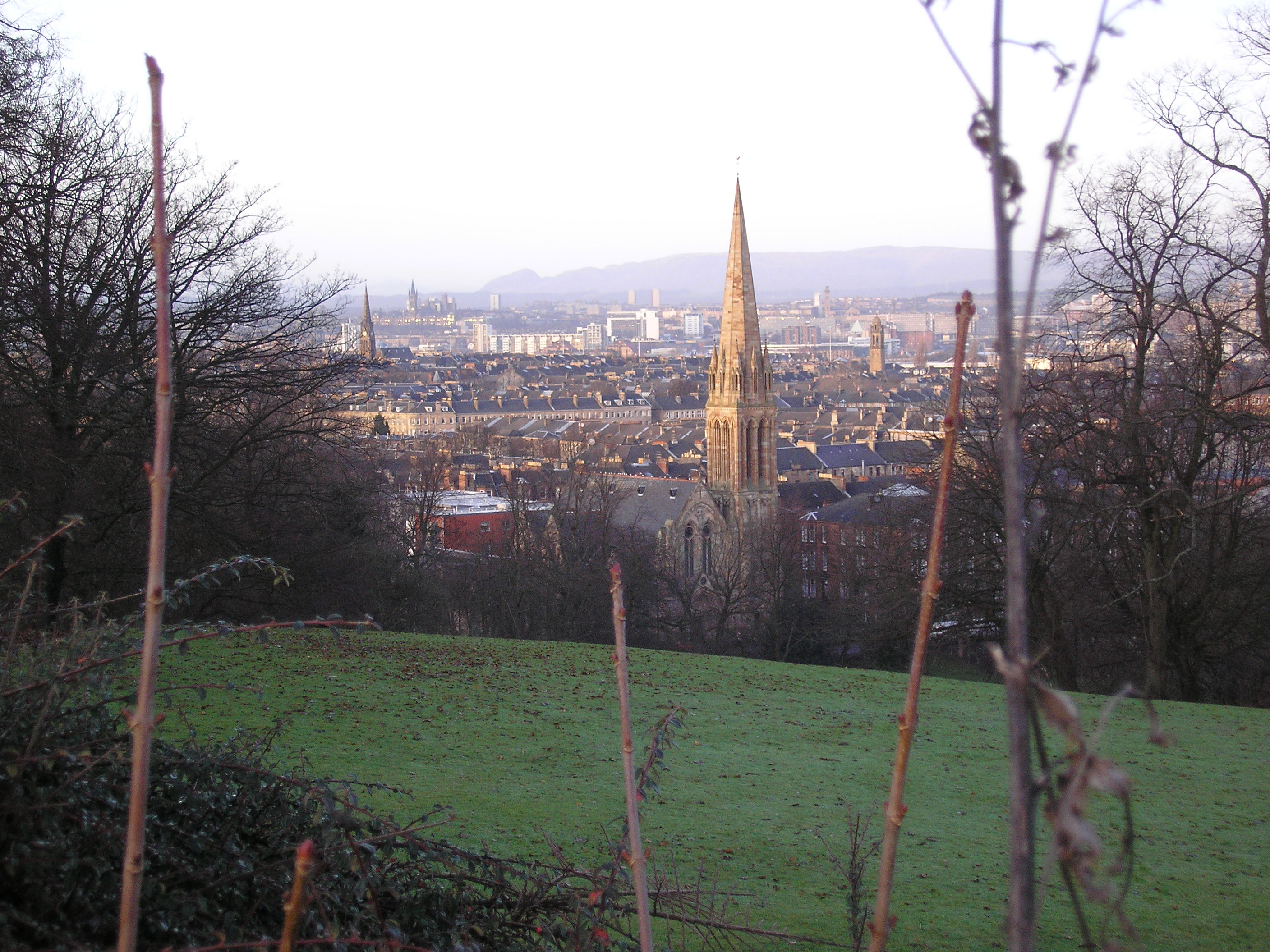
Drumlinokra épült Glasgow

Drumlinekkel, drumlinvidékekkel sokfelé találkozhatunk Skandinávia, Írország vagy a Germán-Lengyel-síkság vidékén és a Baltikumban. Glasgow például több tíz drumlinra épült, és részben ezek adják a város jellegzetes dombos (San Fransiscóhoz hasonló) táját. A drumlinok legnagyobb számban azonban Észak-Amerikában fordulnak elő. A legnagyobb drumlinmezőn az Ontario-tó déli partján találhatóak. Itt egy 60 kilométer széles és 225 km hosszú mezőn 10 000 drumlin sorakozik egymás közelében.